# St. Suitbertus (Remscheid)

Die Kirche St. Suitbertus erhielt erst im Jahre 1895 ihren Glockenturm im westlichen Anbau

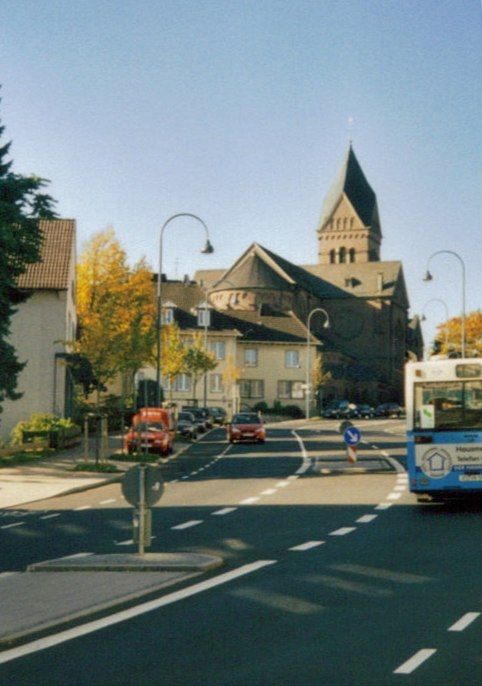
St. Suitbertus von Nordosten (2004)

Die Kirche St. Suitbertus ist eine katholische Kirche in der Stadt Remscheid in Nordrhein-Westfalen.

## Geschichte
Die neuromanische, dreischiffige Basilika mit Querhaus und wurde 1883–1884 nach Plänen von August Carl Lange gebaut und am 28. September 1884 geweiht. 1895 folgte der Bau des Glockenturms.
Die Kirche ist dem hl. Suitbertus geweiht.

## Gemeinde
Heute gehört die Kirche zur Pfarrei St. Suitbertus im Dekanat Remscheid im Erzbistum Köln.
Am 1. Januar 2011 haben sich die früher selbständigen Kirchengemeinden St. Engelbert, St. Marien, St. Suitbertus und St. Josef zur Pfarrei St. Suitbertus zusammengeschlossen.

## Orgel
Die Orgel wurde 1962 von dem Orgelbauer Klais (Bonn) erbaut. Das Instrument hat 33 Register auf drei Manualen und Pedal. Die Spiel- und Registertrakturen sind mechanisch.
| I Rückpositiv C– |       |
| Holzgedackt      | 8′    |
| Venezianerflöte  | 4′    |
| Principal        | 2′    |
| Sifflöte         | 1 ⁄3′ |
| Acuta III–IV     |       |
| Stabspiel III    |       |
| Holzregal        | 8′    |

| II Hauptwerk C–     |     |
| Quintadena          | 16′ |
| Principal           | 8′  |
| Rohrflöte           | 8′  |
| Oktav               | 4′  |
| Singend Gedackt     | 4′  |
| Hohlflöte           | 2′  |
| Sesquialter II      |     |
| Mixtur IV-V         |     |
| Trompeta de batalla | 8′  |

| III Schwellwerk C– |       |
| Holzflöte          | 8′    |
| Salicional         | 8′    |
| Principal          | 4′    |
| Nasard             | 2 ⁄3′ |
| Schwegel           | 2′    |
| Terz               | 1 ⁄5′ |
| Scharff IV         |       |
| Trompette harm.    | 8′    |
| Hautbois           | 4′    |
| Tremulo            |       |

| Pedal C–         |     |
| Prinzipal        | 16′ |
| Subbass          | 16′ |
| Oktav            | 8′  |
| Bartpfeife       | 8′  |
| Choralbass       | 4′  |
| Rauschpfeife III |     |
| Posaune          | 16′ |
| Holzschalmey     | 8′  |

- Koppeln: I/II, III/I, III/II, I/P, II/P, III/P

## Glocken
Nach Fertigstellung des Glockenturmes im Jahr 1895 lieferte die Glockengießerei Otto aus Hemelingen/Bremen drei Kirchenglocken aus Bronze, die die Glockenbeschlagnahmen der beiden Weltkriege des vergangenen Jahrhunderts überstanden haben.
| Glocke | Name               | Gussjahr | Gießer, Gussort                         | Durchmesser | Masse   | Schlagton |
| ------ | ------------------ | -------- | --------------------------------------- | ----------- | ------- | --------- |
| 1      | Suitbertusglocke   | 1895     | Glockengießerei Otto, Hemelingen/Bremen | 1773 mm     | 3220 kg | B° ±0     |
| 2      | Katharinaglocke    | 1895     | Glockengießerei Otto, Hemelingen/Bremen | 1462 mm     | 1896 kg | des' +3   |
| 3      | Muttergottesglocke | 1895     | Glockengießerei Otto, Hemelingen/Bremen | 1287 mm     | 1315 kg | es' +2    |